# 九龍巴士19線 (第三代)
九龍巴士19線是香港一條已停駛的九龍市區巴士路線，由觀塘碼頭往返樂意山。

## 歷史
- 1975年11月1日：路線投入服務。
- 1985年1月20日：路線永久停駛，由九龍專綫小巴36線取代。

## 行車資料

### 行車路線
- 觀塘碼頭開途經：開源道，觀塘道，同仁街，裕民坊，康利道
- 樂意山開途經：康利道，功樂道，裕民坊，同仁街，觀塘道，偉業街